# Gierałtowiczki

Nieoficjalny herb wsi Gierałtowiczki

Gierałtowiczki – wieś w Polsce położona w województwie małopolskim, w powiecie wadowickim, w gminie Wieprz, nad potokiem Bachórz.

## Części wsi
| SIMC    | Nazwa      | Rodzaj    |
| ------- | ---------- | --------- |
| 0075593 | Folwark    | część wsi |
| 0075601 | Kleparz    | część wsi |
| 0075618 | Klupałówka | część wsi |
| 0075630 | Podlesie   | część wsi |
| 0075647 | Resztówka  | część wsi |
| 0075653 | Sikora     | część wsi |

## Historia
Wieś, przylegająca od północy do Gierałtowic, została założona przez ród Gierałtowskich w 1664 roku jako wieś folwarczna. Nazwa wsi pochodzi od nazwy lokowanych w średniowieczu Gierałtowic i oznacza małe Gierałtowice. Do końca XVII wieku wieś należała do Gierałtowskich, wzmiankowana w latach 1663–1676 w aktach rewizji łanów. W roku 1779 Gierałtowiczki przejęli na własność Duninowie. W XIX wieku wieś została rozbudowana przez ówczesnego właściciela dóbr Teodora Dunina, który przejął wieś w spadku w latach 1855–1881. W tym czasie wzniesiony został dwór. Po śmierci Teodora Dunina majątek odziedziczył jego syn Tytus. Wówczas rozszerzono założenie dworskie zakładając park krajobrazowy. Duninowie pozostali właścicielami wsi do 1939 roku.
W latach 1975–1998 miejscowość administracyjnie należała do województwa bielskiego.

## Zabytki
Obiekt wpisany do rejestru zabytków nieruchomych województwa małopolskiego.
- Zespół dworsko-parkowy: park, 2 budynki folwarczne, spichlerz, stawy.

## Wspólnoty wyznaniowe
Na terenie miejscowości działalność prowadzi placówka misyjna Chrześcijańskiej Wspólnoty Ewangelicznej.